# Lost in the Jungle (album)
Lost in the jungle è un album della formazione italo-americana Principles Sound, guidata dal chitarrista Dario Chiazzolino, pubblicato nel 2014.

## Il disco
L'album jazz-fusion è stato registrato a Los Angeles in quintetto composto da chitarra, piano, sassofono, basso e batteria ed è stato pubblicato per l'etichetta discografica Tukool Records.

## Formazione
- Dario Chiazzolino - chitarra
- Russell Ferrante - pianoforte
- Bob Mintzer - sassofono
- Jimmy Haslip - contrabbasso
- Gianni Branca - batteria

## Tracce
Musiche di Dario Chiazzolino.
1. Jump in a dream – 8:11
2. Lost in the jungle – 7:21
3. Six stories – 8:00
4. Butterfly – 7:39
5. No stop – 4:55
6. Sound principles – 7:02
7. Pearl of Mozambique – 7:56

Durata totale: 51:04